# Zentralfriedhof Graz

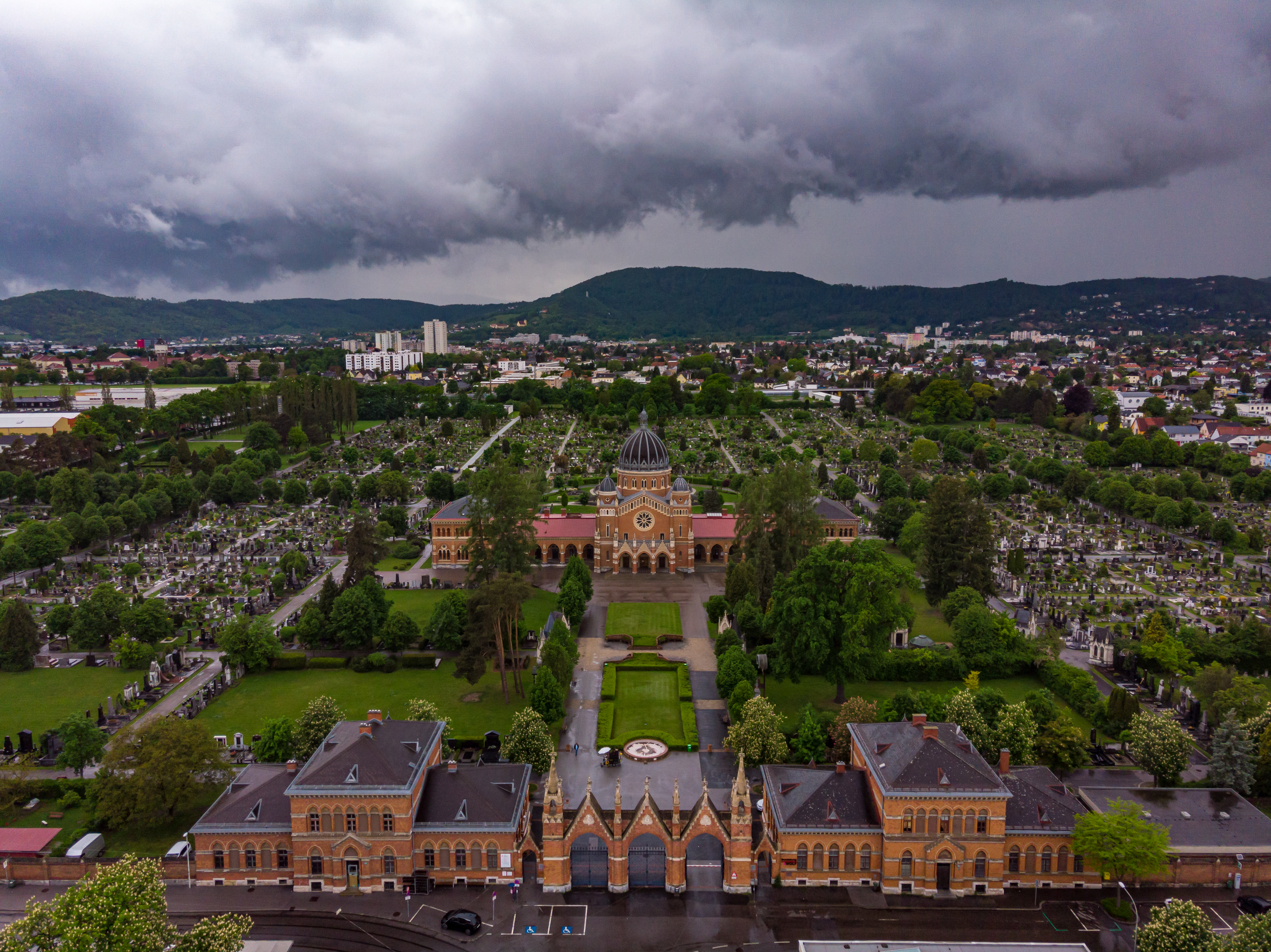
Zentralfriedhof Graz

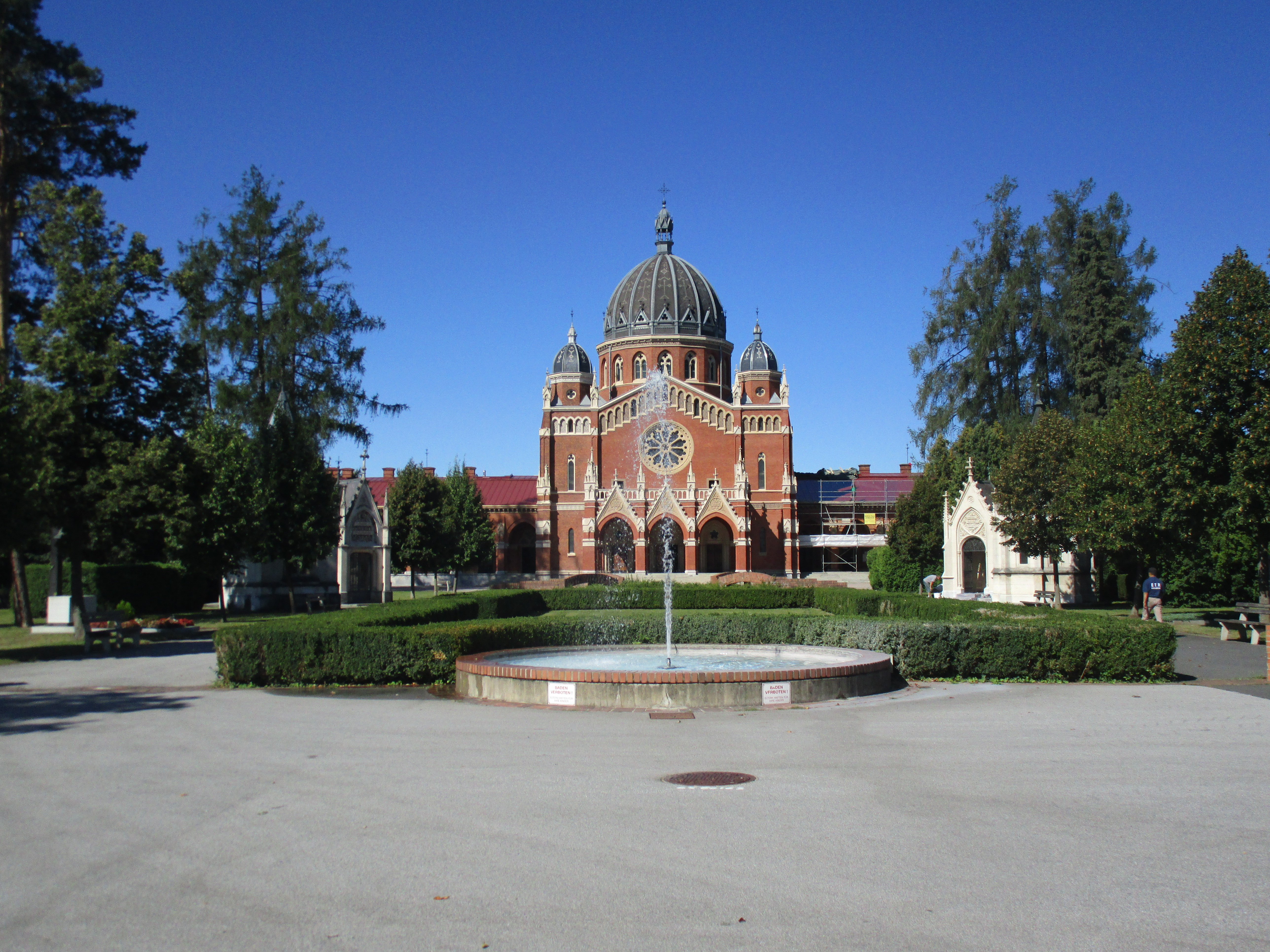
Grazer Zentralfriedhof mit der Zentralfriedhofskirche

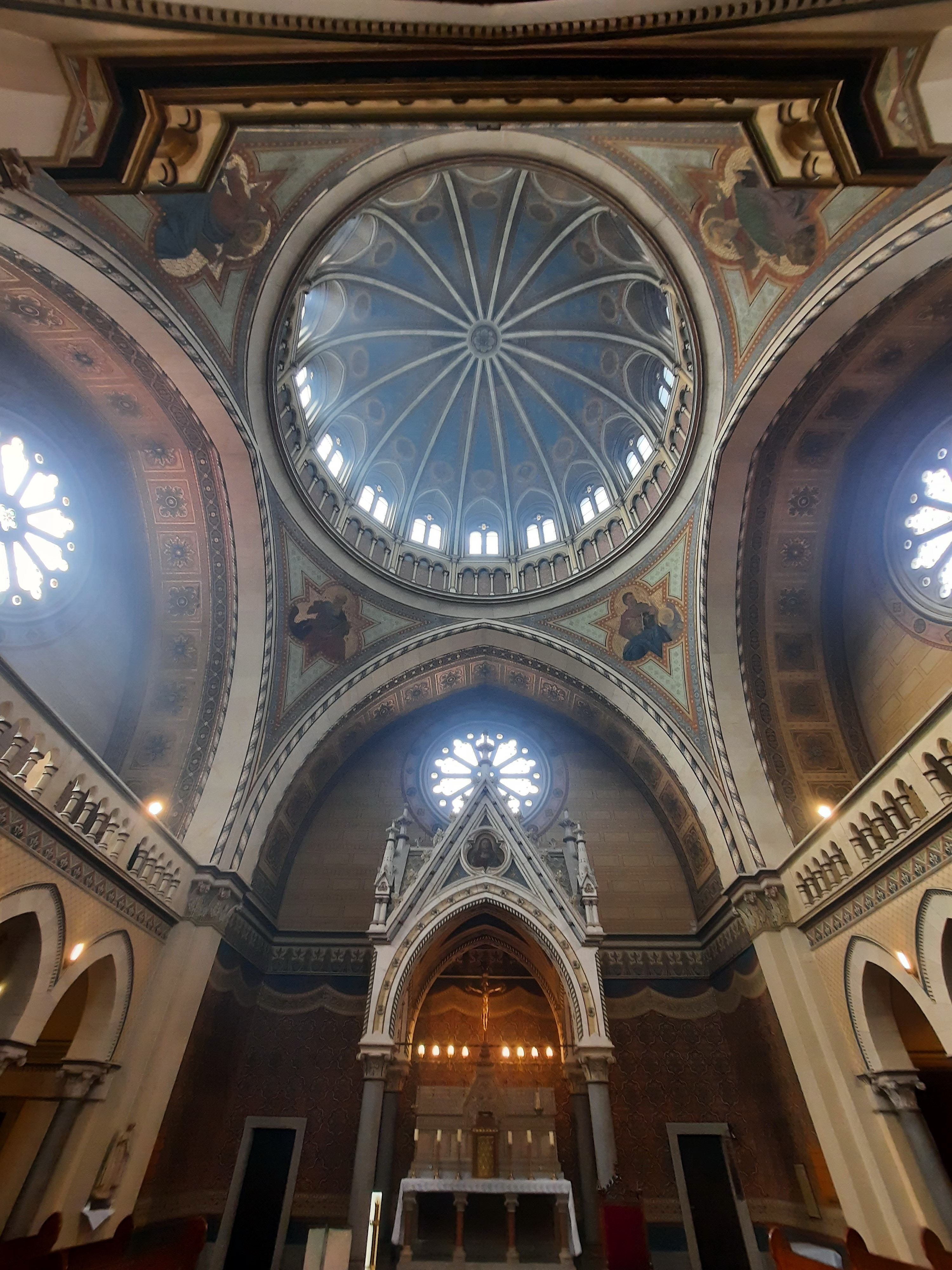
Zentralfriedhofskirche Graz, Innenraum mit Ziborium nach einem Gottesdienst, 2023

Der Zentralfriedhof Graz ist der größte Friedhof in Graz. Der interkonfessionelle Kommunalfriedhof befindet sich im Eigentum der katholischen Stadtpfarre „Zum Heiligen Blut“.

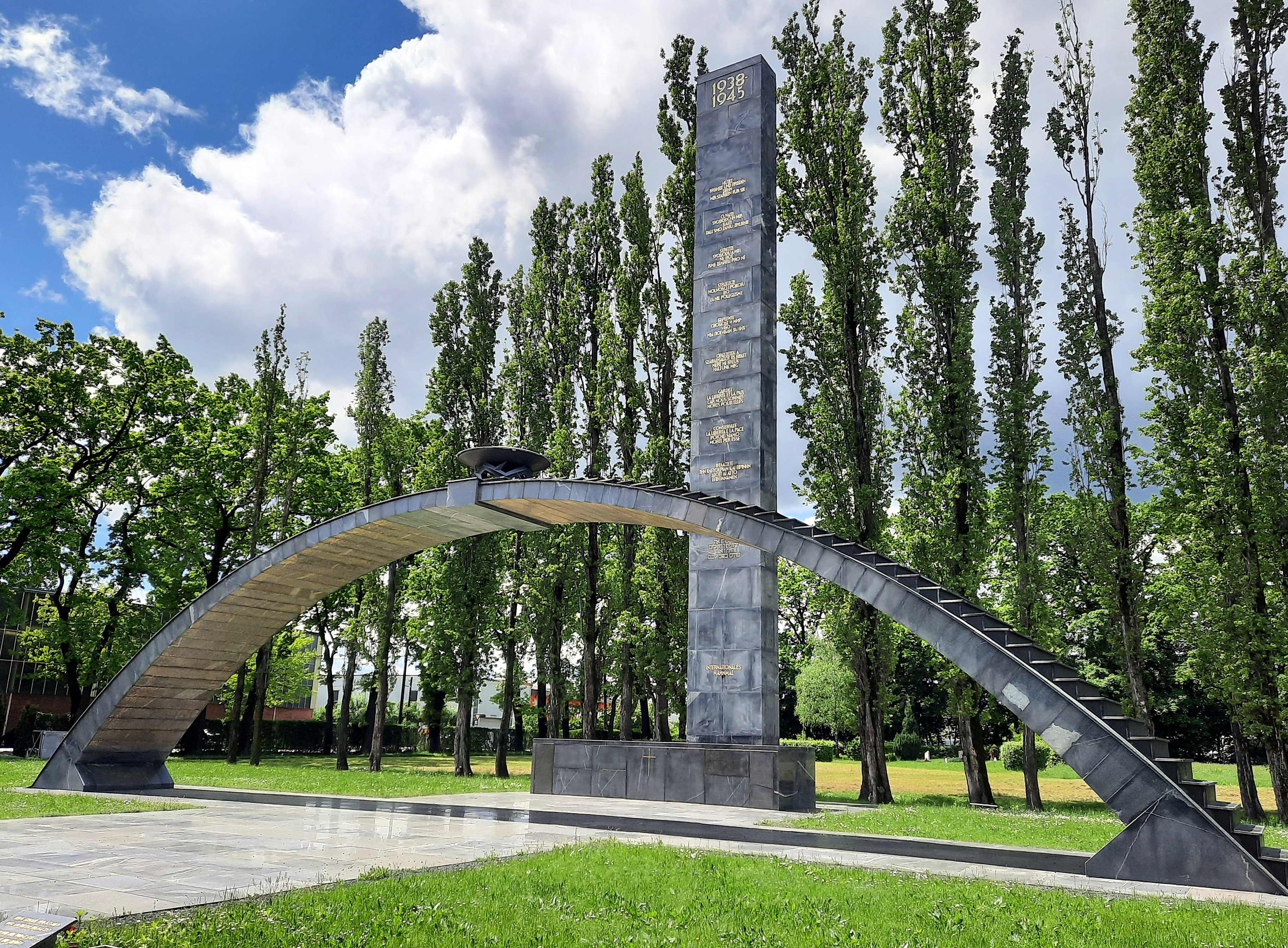
Denkmal für die Opfer des Faschismus von 1961

## Beschreibung
Das gesamte Friedhofsgelände umfasst eine Fläche von rund 25 Hektar mit mehr als 6,5 Kilometern Wegenetz und rund 30.000 Bestatteten. Der Friedhof ist interkonfessionell und besitzt neben der Zentralfriedhofskirche unter anderem einen altkatholischen Teil, einen ukrainischen Teil und Gräberfelder der Opfer beider Weltkriege.
„Der Friedhof ist mit seinen Grabstätten von Angehörigen verschiedener Religionen, Weltanschauungen und Nationen seit über hundert Jahren ein Abbild der Geschichte der Stadt Graz. Die politischen Entwicklungen, Auseinandersetzungen, Wirren und Kriege in Österreich haben ihre Spuren hinterlassen: hier sind auch ehemalige politische Gegner bestattet, die einander mit Waffen gegenüber gestanden sind und bekämpft haben.“
Neben dem axial direkt hinter der Kirche angelegten Ehrenmal für "Soldaten und Bürger der ehemaligen Sowjetunion, die durch die Auswirkungen ihr Leben verloren haben", existiert im Südosten ein „im Jahr 1961 neu gestaltetes internationales Mahnmal zur Erinnerung an die politischen Opfer des Faschismus der Jahre 1938 bis 1945". Es besteht aus einer 20 Meter hohen rechteckigen Stele und einem 20 Meter überspannenden Brückenbogen, auf dessen Scheitel eine (mittlerweile) gasbefeuerte Opferschale angebracht ist. In einem dazugehörigen Granitblock befinden sich 400 Urnen von NS-Opfern. An der wettergeschützten Unterseite des Brückenbogens sind 2510 Namen von Hingerichteten in Goldschrift eingraviert.“ Der Entwurf stammt vom bekannten slowenischen Architekten Boris Kobe (1905–1981), der noch kurz vor Kriegsende in das Lager Dachau und danach in das KZ-Außenlager Überlingen-Aufkirch verschleppt wurde.
Seit 1995 besteht ein islamisches Gräberfeld. 2010 wurde eine 150 m² große, interkonfessionelle Zeremonienhalle und ein weiteres muslimisches Gräberfeld im Nordosten eröffnet. Auf dem Friedhof befinden sich  zahlreiche Ehrengräber der Stadt Graz und viele kulturhistorisch wertvolle Grabdenkmäler von Künstlern wie Hans Brandstetter, Wilhelm Gösser oder Richard Jakitsch.

## Lage
Der Friedhof befindet sich im Grazer Bezirk Gries zwischen der Triester Straße und Alten Poststraße, die für die Errichtung weiter nach Westen verlegt werden musste. Vor der Bildung von Groß-Graz lag er am Stadtrand nicht weit von der Maut Puntigam. Die Zufahrtsstraße von Osten heißt nach dem Architekten Lauzilgasse. Nordwestlich des Zentralfriedhofs – nur durch die Josef-Hyrtl-Gasse getrennt – befindet sich der Urnenfriedhof Graz mit der Feuerhalle (Krematorium).

## Geschichte

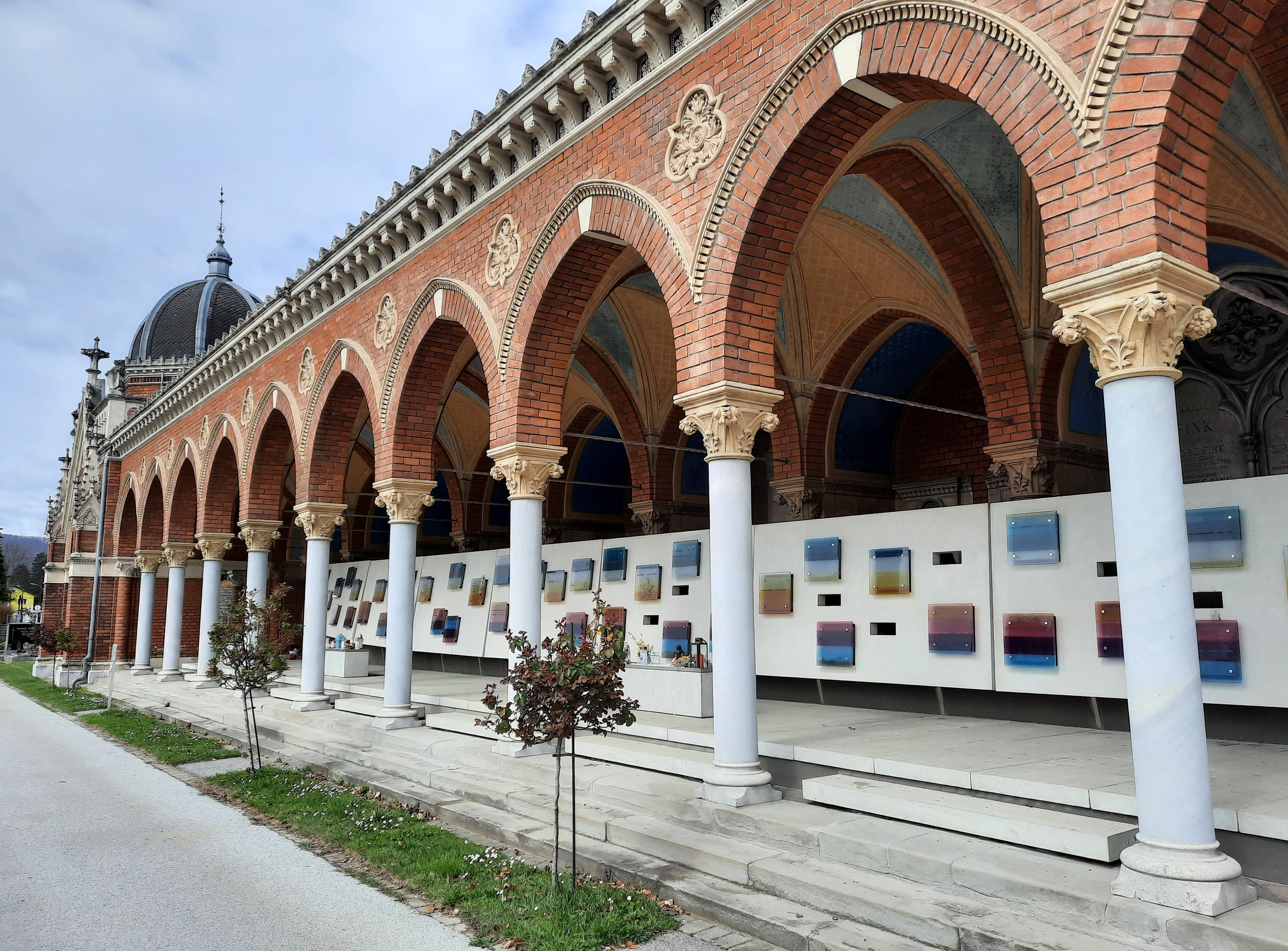
Zentralfriedhof Graz, Gruftarkaden mit dem eingebauten Kolumbarium

Die Hauptgebäude wurden ab 1885 von Carl Lauzil mit neugotischer Backsteinfassade geplant und ab 1886 gebaut. Mit dem baulichen Konzept des Architekten Lauzil war eine räumliche Trennung von infektiösen und nichtinfektiösen Leichen verbunden. Diese Teilung galt zum Zeitpunkt der Errichtung als vorbildliche technische und hygienische Lösung. Um den Hinterbliebenen einer infizierten Leiche die persönliche Abschiednahme mit Aufbahrung zu ermöglichen, hatte man die separate Aufbahrungshalle mit einem offenen Wandelgang versehen, der durch luftdicht verschlossene Fenster mit  Spiegeln einen Blick auf den jeweiligen Leichnam ermöglichte. Die erste Bestattung am Grazer Zentralfriedhof erfolgte am 1. Februar 1896 (Feld 10b 5 1). Dabei handelt es sich um den damals 29-jährigen Metalldreher Rudolf Wlasak, der während der Bauarbeiten an der Zentralfriedhofskirche verstarb.
Danach strebte der Grazer Stadtrat die Auflassung der kirchlichen Friedhöfe in der Stadt an, wozu neben dem St.-Leonhard-Friedhof auch der St.-Peter-Stadtfriedhof, der Steinfeldfriedhof und der Kalvarien-Friedhof gezählt wurden. Nach den Plänen des Stadtrates sollte der Zentralfriedhof als alleinige Begräbnisstätte von Graz dienen und deshalb einen interkonfessionellen Charakter besitzen. Die heftig umstrittene „Grazer Friedhofsfrage“ konnte erst 1894 durch den Verkauf des Zentralfriedhofs an die katholische Stadtpfarre gelöst werden, worauf die Auflassung der kirchlichen Friedhöfe vom Stadtrat nicht weiterverfolgt wurde.
Im Mai 2009 wurde in den historischen Gruftarkaden an der nördlichen Friedhofsgrenze ein katholisches Kolumbarium als Urnenwand mit farbigen Glasmodulen installiert. Diese räumliche und gestalterische Veränderung der offenen, denkmalgeschützten Wandelhalle ist jedoch umstritten, weil die in der Rückwand befindlichen historischen Gräber nicht mehr zugänglich sind. Einige wenige, in der Urnenwand angebrachte Sichtschlitze schaffen nicht den gewollten „Dialog mit dem Altbestand“, wozu auch eine Grabstätte der Familie Frohlik gehört, mit einer Bildhauerarbeit von Hans Brandstetter.
Als neue Bestattungsform gibt es ebenfalls seit 2009 eine Himmelsspirale (Lage), wo Urnenbeisetzungen der Asche im Kreislauf der Natur möglich sind und erstmals in Österreich auch virtuelle Kerzen im Gedenken an die Verstorbenen angezündet werden können.
Seit 7. April 2016 gibt es einen neuen Urnenpark, von den Architekten Veronika Hofrichter-Ritter und Gernot Ritter mit kegelig-bogenförmigen, schrägen Wänden gestaltet.

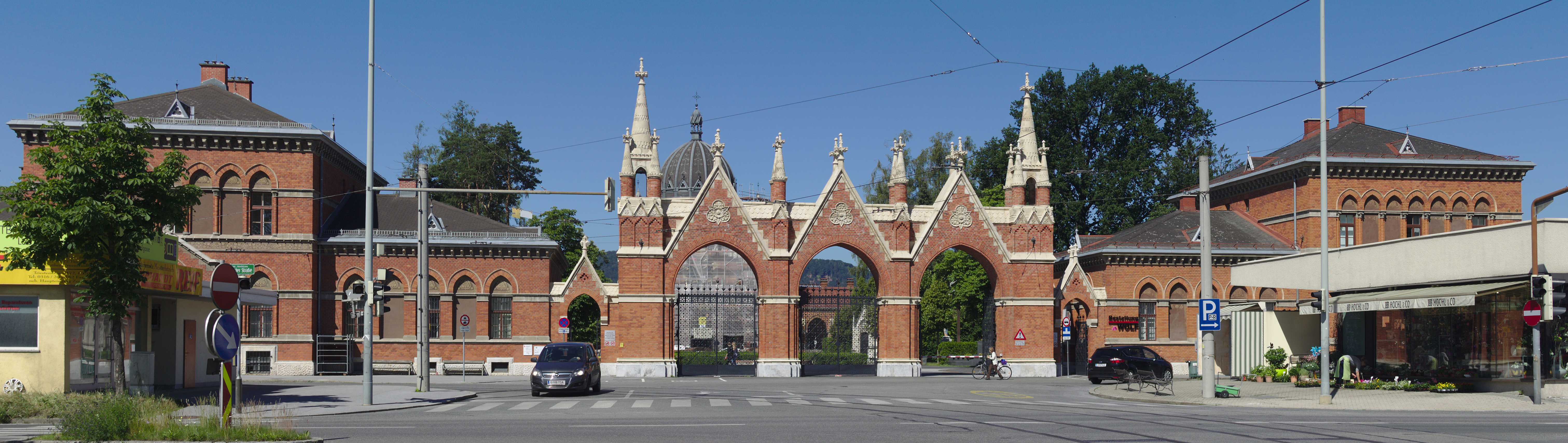
Eingangsportal des Zentralfriedhofs

## Bestattungen

### Ehrengräber
- Fritz Pregl (1869–1930), Nobelpreisträger für Chemie 1923 (Feld 11 II 1)
- Johann Puch (1862–1914), Fabrikant (Feld 13b II 5)
- Jochen Rindt (1942–1970), Formel-1-Weltmeister 1970 (Feld 4b IVa 13)
- Rudolf Stöger-Steiner von Steinstätten (1861–1921), k.u.k. Generaloberst, letzter Kriegsminister Österreich-Ungarns (Feld 6a I 2)

### Gräber ohne Ehrenstatus
- Rudolf Beer (1885–1938), Theaterdirektor
- Wolfgang Bauer (1941–2005), Schriftsteller
- Rudolf Carl (1899–1987), Schauspieler, ruht neben Jochen Rindt
- Alfred Grengg (1920–2008), Pädagoge und Sportfunktionär
- Hans Hödl (1937–2019), Bergsteiger
- Wilhelm Huberts (1938–2022), Fußballspieler
- Irolt Killmann (1932–1999), Maschinenbauer und Hochschullehrer
- Karl Morré (1832–1897), Volksdichter
- Hermann Schmerz (1881–1941), Chirurg und Universitätslehrer[17][18]
- Josef Stanek (1883–1934), sozialdemokratischer Politiker,  nach den Februarkämpfen 1934 hingerichtet
- Alfred Stingl (1939–2025), sozialdemokratischer Politiker und von 1985 bis 2003 Bürgermeister der Stadt Graz[19]
- Andrej Freiherr von Winkler (1825–1916), Jurist und Politiker